# Diplomacie (desková hra)
Diplomacie je desková hra standardně pro 7 hráčů. Hraje se na mapě Evropy v období před první světovou válkou. Každý hráč ovládá jednu ze sedmi velmocí a snaží se ovládnout nadpoloviční většinu kontinentu. Hra není založena jen na strategii a taktice, velmi důležitou roli hraje vyjednávání mezi jednotlivými hráči, které probíhá zpravidla tajně mezi jednotlivými koly.

## Historie
Hru vymyslel Allan Brian Calhamer, inspirací mu k tomu byla evropská politika 19. století, jak ji popsal v knize Origins of World War One Sidney B. Fay, a dále pak studium politické geografie. První verze hry byla vytvořena v roce 1954 a dále byla na základě herního testování upravována až do roku 1958. Hru Calhamer poprvé vydal v roce 1959 vlastním nákladem v množství 500 kusů poté, co ji největší výrobci deskových her odmítli vydat. O rok později pak převedl svá práva na výrobu hry na společnost Games Research. Hra byla v USA postupně vydávána společnostmi Games Research (1961 a znovu 1971 s pozměněnými pravidly), Avalon Hll (1974), Hasbro-Avalon Hill (1999) a Wizards of the Coast (2008) a řadou dalších výrobců v jiných zemích.

## Pravidla hry

### Herní plán a jednotky

Startovní pozice ve standardní hře

Diplomacie se hraje na mapě Evropy v roce 1900 (i když i jiné mapy jsou možné, viz varianty). Mapa je rozdělena na 75 území, a to buď pevninská území nebo mořské sektory. Na 34 z nich jsou zásobovací centra, každé zásobovací centrum uživí přesně jednu jednotku. Jednotky jsou dvojího typu, armády nebo flotily. Armády se pohybují po vnitrozemí nebo mohou být konvojovány přes moře. Flotily plují po moři nebo podél pobřeží. V každém území může v jednom okamžiku stát pouze jedna jednotka. Každý hráč ovládá jednu ze sedmi velmocí (Anglie, Francie, Německo, Itálie, Rakousko-Uhersko, Rusko a Turecko). Na začátku má každý k dispozici tři jednotky, s výjimkou Ruska, které má jednotky 4.

### Vyjednávání
Jádrem hry je vyjednávání. Před každým tahem dostanou hráči čtvrt hodiny na vyjednávání (před prvním půl). Během vyjednávání se mohou uzavírat dohody o vzájemné podpoře, uzavírat nebo rušit spojenectví, vyhlašovat války, a podobně. Vyjednávání je zpravidla tajné, typicky probíhá tak, že vždy dva vyjednávající hráči odejdou někam do rohu místnosti nebo na chodbu, kde je nikdo neslyší a tam se domluví. Při vyjednávání je povoleno lhát, uzavřené domluvy nejsou závazné. Před koncem vyjednávací fáze napíší hráči na papír povely pro své jednotky a tento papír odevzdají do krabice. Tyto povely již závazné jsou. Poté se všechny povely přečtou a vyhodnotí najednou. Jednotky, které se mohou pohnout, se pohnou, ty které nemohou, stojí, nakonec se vyřeší ústupy.

### Tahy, pohyb, boj

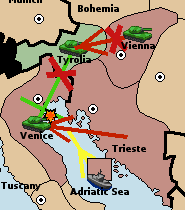
Grafické znázornění bojové situace. Italská jednotka v Tyrolsku podporovala jednotku v Benátkách. Podpora byla zrušena rakouským útokem z Vídně. Díky tomu je úspěšný rakouský útok z Terstu na Benátky s podporou z Jaderského moře.

Každý rok se skládá ze dvou tahů, jarního a podzimního. Při každém tahu se jednotka může posunout do sousedního území. Pokud je toto území obsazené (nebo pokud se do něj chce pohnout i jiná jednotka), dojde k patu – obě jednotky zůstanou stát. Jediný způsob, jak se dostat do již obsazeného území (nebo do toho, kam chce i někdo jiný), je podpora – pokud se blízko stojící přátelská jednotka vzdá své možnosti pohybu a místo toho poskytne jiné své jednotce podporu, tato jednotka bude silnější (tj. útočí silou dva) a nepřátelskou jednotku, bránící nebo útočící pouze silou jedna přetlačí. Vytlačená jednotka musí posléze ustoupit. V případě, že nemá kam ustoupit, nebo se hráč rozhodne s danou jednotkou neustupovat, je jednotka zničena.

### Zásobování a budování
Každé zásobovací centrum (zkráceně SC, z anglického supply center) uživí přesně jednu jednotku. Na konci každého podzimního tahu hráč obsadí ta zásobovací centra, na kterých zrovna stojí jeho jednotky. Podle jejich počtu může vybudovat nové jednotky, nebo musí jednotky rozpustit, pokud o nějaká zásobovací centra přišel a má jich méně, než jednotek.

### Ukončení hry
Hra může končit vítězstvím nebo remízou. Vítězství dosáhne hráč ovládnutím 18 nebo více zásobovacích center – tedy jejich nadpoloviční většiny. Hráči se také kdykoli mohou domluvit na ukončení hry remízou, v případě, že s tím souhlasí všichni hráči, kteří dosud nebyli ze hry vyřazeni. Nutnost remízy je často vynucena existencí tzv. patových linií (z anglického stalemate line) – takových pozicí herních jednotek, které znemožňují jednomu jedinému hráči jakýmkoli způsobem dosáhnout zisku 18 zásobovacích center.

## Herní varianty
Herní varianty mění v principu buď herní mapu, nebo některé herní mechanismy. Za dobu její existence vymysleli fanoušci několik variant.
- Ancient – hraje se na mapě Středozemí v době starověku (začátek v roce 1 n. l.), je pro 5 hráčů – Řím, Kartágo, Řecko, Persie a Egypt. K vítězství je nutné získat 18 zásobovacích center. Mapa má určitá specifika týkající se pohybu jednotek (např. pomocí kanálu mezi deltou Nilu a Rudým mořem)
- Imperial − mapa celého světa v období koloniálních velmocí (začátek v r. 1861), pro 13 hráčů – Británie, Francie, Rusko, Holandsko, Turecko, Čína, Prusko, Rakousko, Japonsko, USA, CSA, Mexiko a Brazílie. K vítězství je nutné získat 70 zásobovacích center v krátké verzi, v dlouhé verzi až 84. Obvykle se také dodržuje pravidlo, že hra končí jarním tahem roku 1901, jestliže žádný z hráčů nezískal požadovaný počet center.
- Versailles – hraje na obvyklém evropském bojišti, tentokrát začíná v roce 1929. Na mapě se kromě sedmi velkých mocností objevuje také sedm malých mocností – každý hráč ovládá jednu velmoc (Polsko, Británie, Francie, Německo, Itálie, SSSR a Turecko) a jednu "malmoc" (Československo, Egypt, Řecko, Rumunsko, Španělsko, Švédsko, Jugoslávie). Mění se rozdělení území a počet zásobovacích center se zvýšil na 43.
- Gunboat (gunship) − hraje se na klasické mapě Evropy, ale bez vyjednávání. Varianta pro dva hráče (samozřejmě bez vyjednávání) se jmenuje Great War, rozdělení stran odpovídá situaci před 1. světovou válkou.
- Escalation – varianta pro 2–11 hráčů, klasická mapa. První hráč vezme jeden svůj žeton a položí ho na libovolný prázdný sektor na mapě. Pokračují další hráči. Rozmísťování pokračuje, dokud všichni nemají na mapě všechny své žetony. Takto probíhá eskalace, tedy vyhrocování situace, která nakonec musí skončit válkou.

## Turnajové a ligové hraní
Diplomacie se hraje po celém světě na řadě formálních turnajů. Jakýmsi mistrovstvím světa v Diplomacii je turnaj WorldDipCon, pořádaný každoročně od roku 1988. V pořadatelství tohoto turnaje se střídají lokality v Severní Americe, Evropě a Austrálii. Kromě tohoto celosvětového turnaje existují i další turnaje na mezinárodní úrovni. V Severní Americe je to turnaj DipCon, jehož vítězi je udělován titul mistra Severní Ameriky v Diplomacii, a Severoamerická Grand Prix – liga skládající se z několika turnajů. V Evropě je to turnaj EuroDipCon, tedy mistrovství Evropy, a Evropská Grand Prix – tedy evropská liga. V Austrálii a Oceánii pak Bismarck Cup – liga skládající se z několika turnajů.

Kromě těchto turnajů existuje v Diplomacii řada národních mistrovství a také řada dalších pravidelně pořádaných turnajů.

V Česku je Diplomacie pravidelně hrána na festivalech deskových her Deskohraní a GameCon. Žádný turnaj zaměřený výhradně na Diplomacii v Česku pořádán není.

Turnajové hraní se od běžných pravidel Diplomacie někdy liší omezením délky trvání partie. Hra pak bývá ukončována po určitém počtu odehraných herních let, aby byla zajištěna stejná délka trvání všech partií v jednom herním kole. Délka partie bývá obvykle omezována na turnajích pořádaných v Evropě, zatímco severoamerické turnaje obvykle takto omezeny nejsou a hra končí až vítězstvím nebo remízou.

### Skórovací systémy
V souvislosti s turnajovým hraním vznikla potřeba hru nějakým objektivním způsobem skórovat, aby byly jednotlivé hry mezi sebou porovnatelné a mohl tedy být vyhlášen vítěz turnaje. Skórovacích systémů vznikla celá řada. V zásadě je lze rozdělit na tři typy:
- SC-based systémy – hráči jsou ohodnoceni zejména dle počtu držených zásobovacích center
- Rank-based systémy – hráči jsou ohodnoceni zejména dle svého pořadí vycházejícího z počtu zásobovacích center
- Draw-based systémy – hráči v remíze obdrží rovný podíl bodů za remízu (a případně další body za zásobovací centra)

Nejjednodušším skórovacím systémem je draw-based systém, který navrhl autor hry Allan Calhamer. Tento systém, nazývaný Calhamerovy body (Calhamer Points) boduje hráče podobným způsobem, jako je tomu například v šachu. Za každou partii je udělován jeden bod, v případě, že hráč partii vyhraje, dostává bod celý. V případě remízy jsou její účastníci ohodnoceni rovným dílem – při remíze ve třech hráčích dostává každý třetinu bodu, ve čtyřech hráčích čtvrtinu atd.

Na turnajích nejčastěji užívaný je rank-based systém C-Diplo ve kterým každý hráč dostane 1 bod za účast, 1 bod za držené centrum, hráč první v pořadí pak získává bonus 34 bodů, druhý 14 bodů a třetí 7 bodů. Součet bodů za každou partii je tak 100 bodů. V případě remízy si hráči v remíze dělí rovným dílem součet bonusových bodů za první, druhé a třetí místo.

Často užívaným je též SC-based systém Squares (Čtverce), ať již v původní podobě nebo v různých modifikacích. U tohoto systému je opět udělováno 100 bodů za každou partii, přičemž platí, že vítěz bere vše, a v případě remízy jsou hráči v remíze poděleni na základě druhých mocnin počtu držených zásobovacích center.

### Diplomatické asociace
Hráči Diplomacie se sdružují do nejrůznějších lokálních, regionálních či národních klubů, spolků a asociací, jakými jsou například německý Diplomacy Bund, rakouský Österreichischer Diplomacyverein, nebo třeba klub Windy City Weasels v Chicagu. Hraní diplomacie na celosvětové úrovni koordinují zejména tři organizace:
- Severoamerická federace Diplomacie (The North American Diplomacy Federation, TheNADF) koordinuje organizované hraní Diplomacie ve Spojených státech amerických a Kanadě. Pořádá mimo jiné také severoamerickou Grand Prix v Diplomacii.
- Evropská asociace Diplomacie (European Diplomacy Association, EDA) sdružuje diplomatické spolky a jednotlivé hráče po celé Evropě. Členskou zemí je dle stránek asociace od roku 2001 oficiálně i Česko, ovšem v současnosti bez formálního zastoupení.
- Diplomatická asociace Austrálie a Nového Zélandu (The Diplomacy Association of Australia and New Zealand, DAANZ) sdružuje hráče z Austrálie a Nového Zélandu a pořádá turnaje v těchto zemích.

## Ostatní způsoby hraní

### Korespondenční Diplomacie
Hraní diplomacie naživo má Jednak jde o hru navrženou přesně pro sedm hráčů a v jakémkoli jiném počtu poněkud ztrácí své kouzlo, a jednak jde o hru velmi časově náročnou, s dobou hraní přibližně 4–12 hodin. Hraní Diplomacie korespondenční cestou se proto stalo oblíbenou alternativou krátce po vzniku hry, v 60. letech 20. století. Diplomacie byla hrána prostřednictvím fanzinů – fanouškovských časopisů zaměřených na hru. Vrcholu dosáhl počet těchto časopisů v roce 1989, kdy jich po světě vycházelo 72. V 90. letech a novém tisíciletí počet časopisů klesá s tím, jak se rozvíjí hraní Diplomacie prostřednictvím e-mailu nebo přes online rozhraní.

### E-mailová Diplomacie
Diplomacie prostřednictvím e-mailu byla poprvé hrána v roce 1983 prostřednictvím fanzinu The Armchair Diplomat. Hraní prostřednictvím e-mailu je od té doby běžným způsobem hraní Diplomacie a do velké míry nahradilo korespondenční hraní prostřednictvím fanzinů. V Česku existuje diplomatická komunita kolem webu www.diplomacie.net, těžiště jejíž činnosti spočívá právě v hraní prostřednictvím e-mailu. 

### Online Diplomacie
Diplomacii lze v posledních letech hrát také prostřednictvím webových rozhraní, tedy prostřednictvím internetového prohlížeče. Existují tyto herní servery:

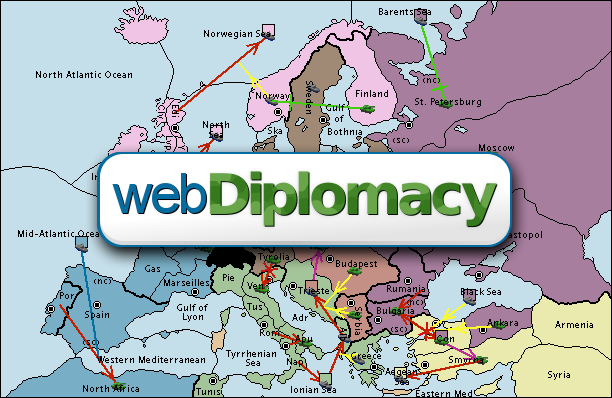
Logo a používaná mapa herních stránek webdiplomacy.net

- Backstabbr – dříve PlayDiplomacyOnline. Server přináší moderní funkcionality pro hraní Diplomacie, například je kompatibilní pro operační systémy mobilních telefonů a nabízí interaktivní, klikatelnou herní mapu.
- Bounced aneb (Basic Online Utility for Network Computerized Electronic Diplomacy), zřejmě nejstarší z online herních serverů pro hraní Diplomacie, fungující již od roku 1999.
- Dipgame.org – server spojený s projektem DAIDE, který vyvíjí umělou inteligenci pro Diplomacii. Nabízí tedy i hry proti botům.
- Diplomacy by DeNes – holandskojazyčný herní server, fungující od roku 2003.
- Playdiplomacy.com – největší z herních serverů pro hraní Diplomacie. Funguje od prosince 2007.
- Stabbeurfou Archivováno 27. 10. 2015 na Wayback Machine. – bilingvní, francouzsko – anglický herní server
- Webdiplomacy.net – Herní server spuštěný v roce 2004, fungující na otevřeném zdrojovém kódu.
  - Webdiplomacy.it Archivováno 16. 11. 2015 na Wayback Machine. – italská mutace na stejném otevřeném zdrojovém kódu jako je webdiplomacy.net
  - Vdiplomacy.net – server zaměřený zejména na nejrůznější herní varianty, jejich vývoj a propagaci. Rozhraní pracuje na stejném otevřeném zdrojovém kódu jako webdiplomacy.net

### Diplomacie jako počítačová hra
Jako počítačová hra byla Diplomacie poprvé zpracována již v roce 1984 pro počítače IBM PC firmou Avalon Hill. Problémem hry byla slabá umělá inteligence počítačem ovládaných oponentů, přesto dostala hra v roce 1990 v recenzi v časopise Computer Gaming World čtyři hvězdičky z pěti. 
V roce 1999 vydalo Diplomacii jako počítačovou hru Hasbro. Problémem zůstala velmi slabá úroveň umělé inteligence počítačového oponenta, kdy podle některých recenzí hráč jakékoli úrovně neměl problém porazit počítač i na nejobtížnější úrovni nastavení.

V roce 2005 vydalo počítačové zpracování hry vývojářské studio Paradox Interactive. Toto zpracování v recenzích zcela propadlo z důvodů podivného chování počítačových protivníků, nelogického a chybového ovládání a také nedostatečně zpracovaného multiplayeru, který neumožňoval plný rozvoj jádra hry – diplomatického vyjednávání mezi hráči.

Vývojem umělé inteligence pro hru se zabývá projekt DAIDE (Diplomacy Artificial Intelligence Development Environment). Cílem tohoto projektu je vyvinout umělou inteligenci schopnou plnohodnotné hry a zároveň vývoj programového prostředí pro hru proti počítači a nebo lidským protivníkům.